# Beyuk Aghayev
 (septembre 2022).
Pour les articles homonymes, voir Aghayev.
Beyuk Aghayev (en azéri: Böyük Məmməd oğlu Ağayev; né le 10 décembre 1907 à Choucha et mort le 18 octobre 1965 à Bakou) est un médecin et homme d'État azerbaïdjanais, Ministre de la Santé de la RSS d'Azerbaïdjan (1958-1963), recteur de l'Institut de Médecine d'Azerbaïdjan (1963- 1965).

## Études
Il entre au Collège pédagogique de Choucha, et dans cinq ans, il commence à enseigner dans l'une des écoles rurales du district de Chamakhi. Plus tard, il travaille comme inspecteur du département de l'éducation publique du district de Chirvan, chef du département de l'éducation publique du district de Gutgachen. En même temps, il reçoit une formation pédagogique supérieure par correspondance et obtient le diplôme de l'Institut pédagogique d'Azerbaïdjan en 1935. En 1942, il termine la Faculté de traitement et de prévention de l'Institut de médecine d'État d'Azerbaïdjan. 

## Parcours professionnel
Boyuk Agayev travaille comme médecin à la station épidémiologique du sanatorium de Goychay et dirige la station tropicale de Kurdamir. De 1948 à 1953, il est superviseur en chef du ministère du contrôle d'État de la RSS d'Azerbaïdjan, à partir d'avril 1953 en tant que vice-ministre de la santé de la RSS d'Azerbaïdjan, et à partir de février 1958 il est nommé ministre de la santé de la RSS d'Azerbaïdjan. De mai 1963 jusqu'à la fin de sa vie, il est directeur de l'Institut national de perfectionnement des médecins d'Azerbaïdjan.

## Distinction
- Ordre de Lénine
- Médaille pour la défense du Caucase
- Médaille pour la victoire dans la Grande Guerre patriotique de 1941-1945